# Gauche plurielle (Espagne)
Ne doit pas être confondue avec la coalition politique française « Gauche plurielle ».
La Gauche plurielle (en espagnol, « La Izquierda Plural ») est une alliance électorale espagnole de gauche constituée autour du parti Gauche unie à l'occasion des élections législatives de 2011 et des élections européennes de 2014.

## Élections législatives de 2011

### Composition
L'alliance pour cette élection est composée des partis et mouvements suivants :
- Gauche unie (IU)
- Les Verts (LV)
- Gauche unie Les Verts – Appel pour l'Andalousie (IULV-CA)  Andalousie
- Union aragonaise (CHA)  Aragon
- Initiative pour la Catalogne Verts (ICV)  Catalogne
- Gauche unie et alternative (EUiA)  Catalogne
- Socialistes indépendants d'Estrémadure (SiEx)  Estrémadure
- Izquierda-Ezkerra (I-E)  Navarre
- Parti démocratique et social de Ceuta (PDSC)  Ceuta

### Résultats
Elle obtient 6,92 % des voix et 11 députés au Cortes generales :
- 2 députés en Andalousie
- 1 député en Aragon
- 1 député dans les Asturies
- 3 députés en Catalogne
- 3 députés à Madrid
- 1 député dans la Communauté valencienne

## Élections européennes de 2014

### Composition
Elle est composée des partis et mouvements suivants :
- Gauche unie (IU)
- Les Verts
- Construire la gauche - Alternative socialiste (es) (CLI-AS)
- Initiative pour la Catalogne Verts (ICV)  Catalogne
- Gauche unie et alternative (EUiA)  Catalogne
- Les Verts - Option verte (es) (EV-OV)  Catalogne
- Anova-Fraternité nationaliste  Galice
- Espace écosocialiste galicien (es)  Galice
- Gira Madrid-Los Verdes (es) (GM-LV)  Madrid
- Batzarre  Navarre
- Ezkerreko Ekimena-Etorkizuna Iratzarri (es)  Pays basque

### Résultats électoraux
La coalition a remporté 9,99 % des voix lors de ces élections et envoyés les six représentants suivant au Parlement européen. 
1. Willy Meyer (IU)
2. Paloma López (Commissions ouvrières, proposée par IU)
3. Ernest Urtasun (ICV)
4. Marina Albiol (IU)
5. Lidia Senra (Anova)
6. Ángela Vallina (IU)